# Hostivařské náměstí
Hostivařské náměstí je náměstí v Praze, v městské části Hostivař. Náměstí má tvar nepravidelného trojúhelníku. Uprostřed náměstí je travnatý prostor s vzrostlými stromy. Jihovýchodní strana náměstí je spojena s ulicí K Horkám, která prochází čtvrtí Hostivař a pokračuje na městskou čtvrť Chodov. Severozápad náměstí navazuje na Pražskou ulici, která pokračuje do Záběhlic. Severovýchodní část je propojena s jednosměrnou Hostivařskou ulicí. 

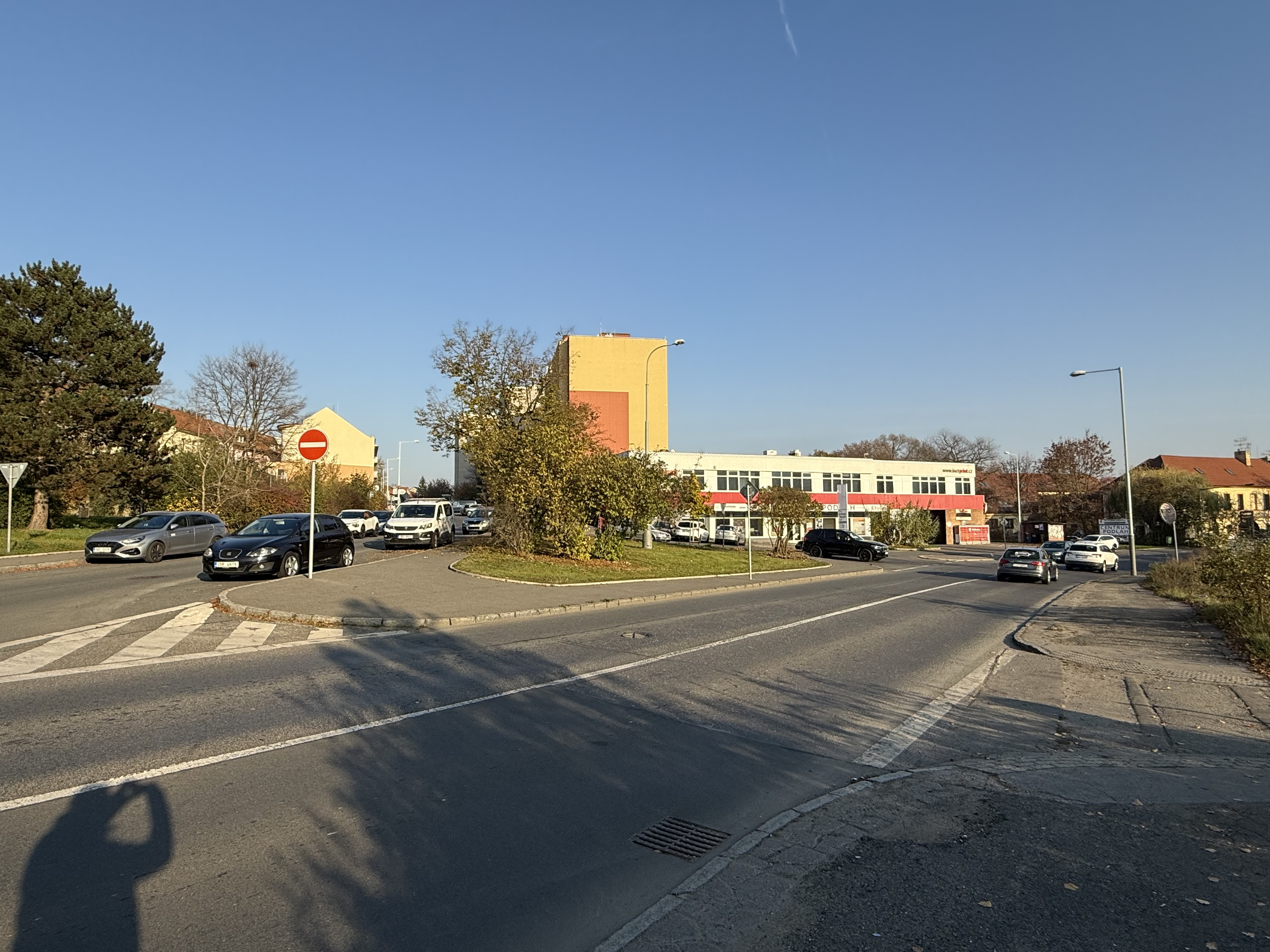
Pohled vpravo ulice K Horkám

Náměstí se od roku 1927 až do roku 1940 původně nazývalo Husovo. Ve válečných letech neslo název Švehlovo. Po válce se opět přejmenovalo na Husovo až do roku 1947. Od tohoto roku se definitivně přejmenovalo na Hostivařské náměstí.